# Garimto
Донсу Ким (кор. 김동수; род. 1 марта 1981, Сеул) — корейский киберспортсмен, более известный под никнеймом Garimto. Прозванный 'Зилот’ом, является единственным протоссом, который выиграл OSL дважды. Второй победы в OSL Garimto добился в 2001 году, победив в финале игрока Boxer, который в то время был на пике своего мастерства. Он также сделал большой вклад в развитие стратегии игры за протоссов, часто используя «скрытые» здания и другие трюки. Garimto был вынужден прервать свою профессиональную игровую карьеру из-за необходимости служить в армии, но с тех пор он регулярно выступал как комментатор на играх. Он закончил свою службу в армии 21 декабря 2006 года, вернулся на профессиональную киберспортивную сцену и даже стал капитаном команды KTF Magicns, но не смог добиться значительных успехов и в январе 2008 года принял решение навсегда прекратить карьеру профессионального игрока.